# Église Saint-Véran (Utelle)
Pour les articles homonymes, voir Église Saint-Véran.
L'église Saint-Véran est une église située à Utelle dans le département français des Alpes-Maritimes. L'église est dédiée à saint Véran, évêque de Cavaillon, dont l'histoire locale fait l'évangélisateur de la région au VIe siècle. Il s'y trouvait déjà des familles chrétiennes.

## Historique

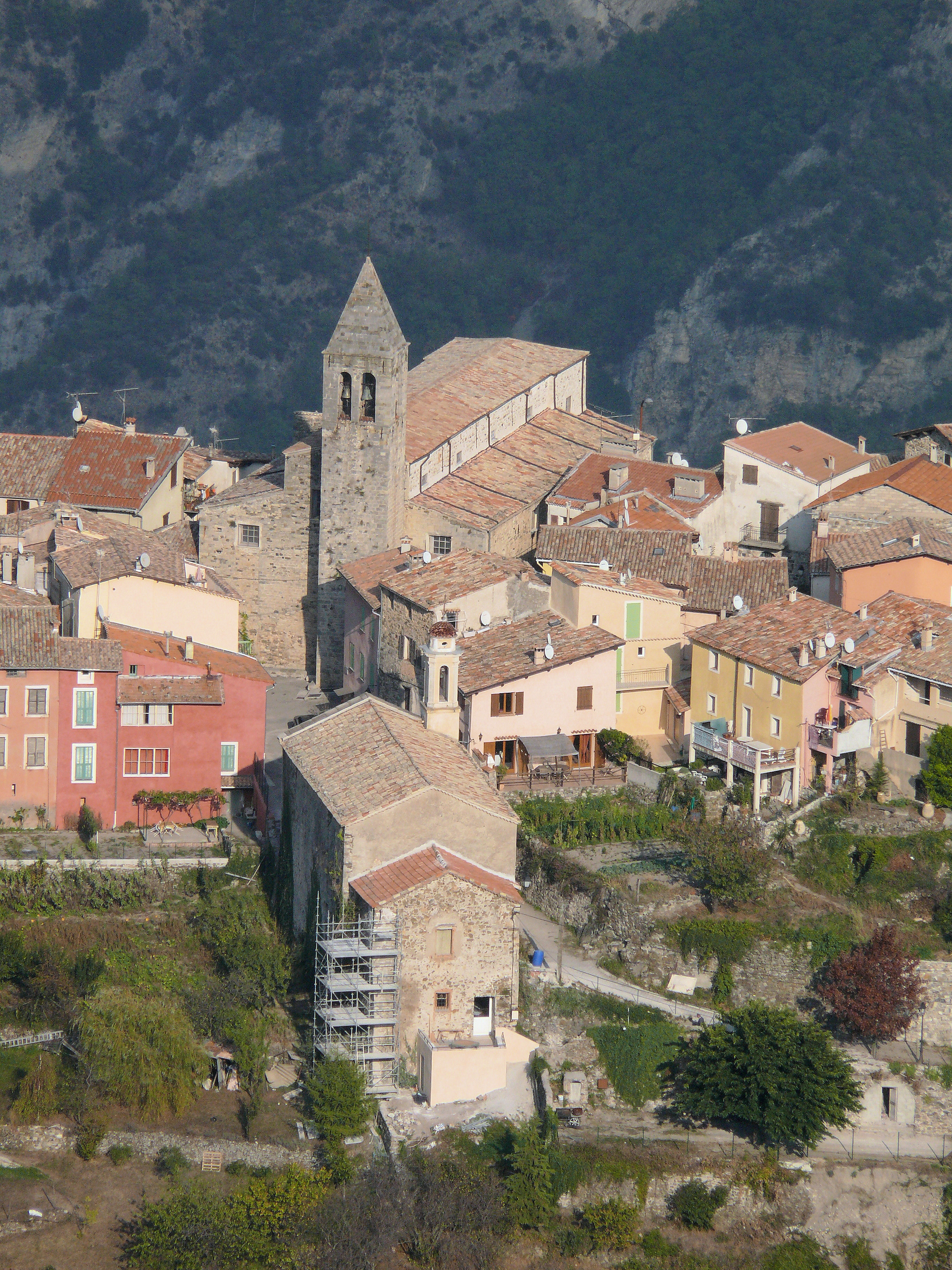
L'église Saint-Véran et la chapelle Sainte-Croix vues de la Madone d'Utelle

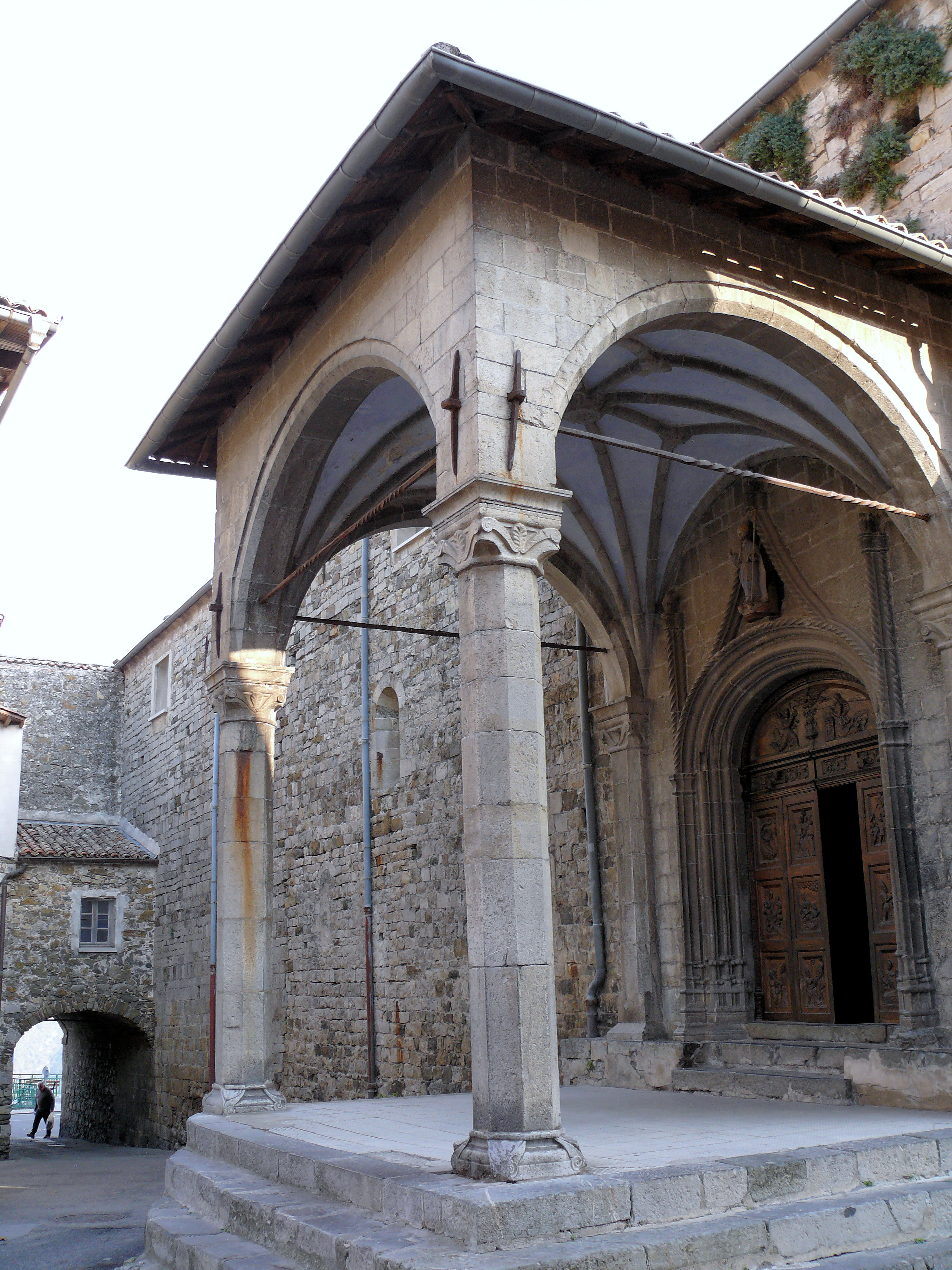
Le portail latéral et le porche

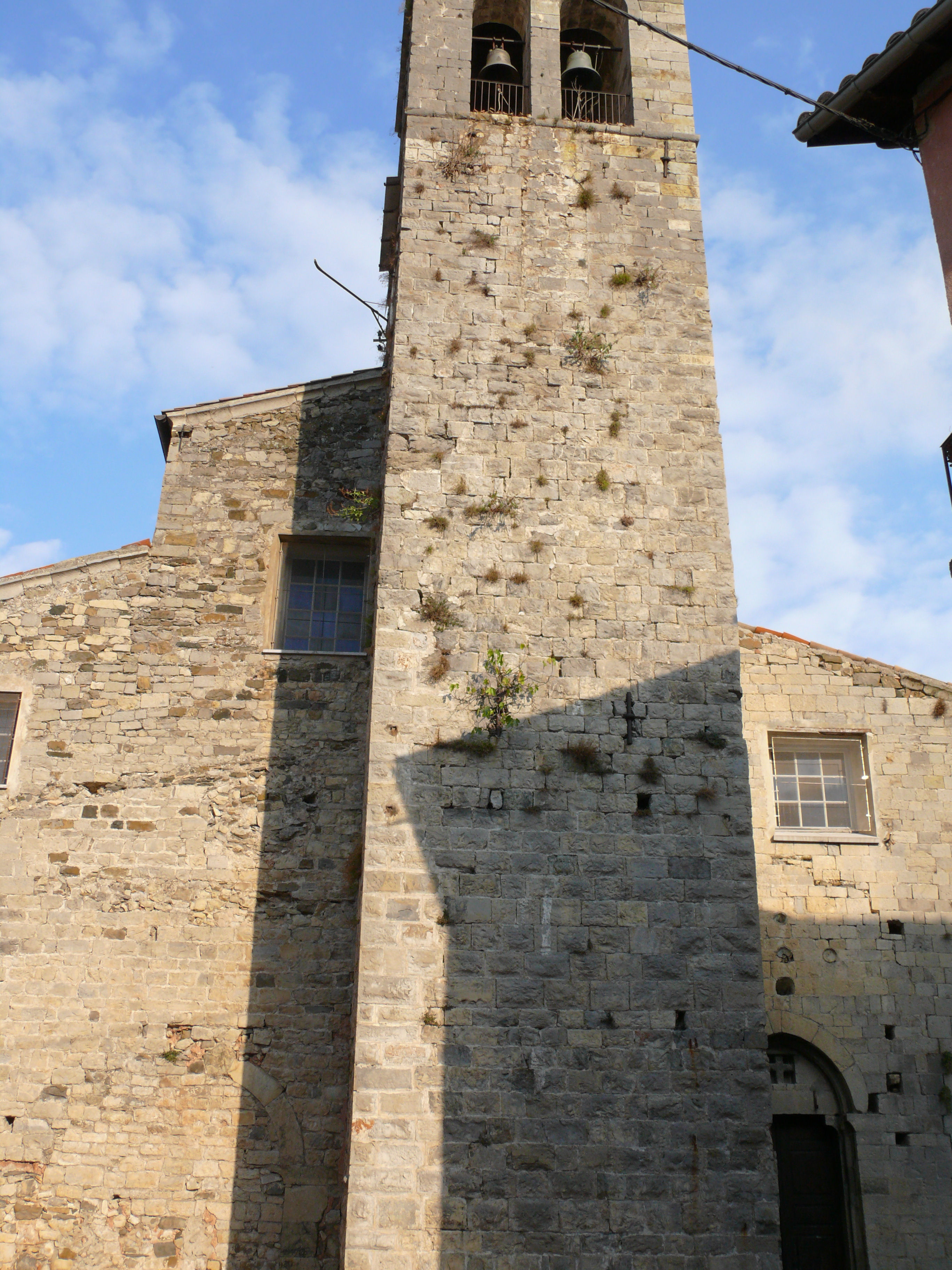
Le clocher. À droite le mur occidental du collatéral sud datant probablement du XIVe siècle

L'histoire de la construction de l'église a fait l'objet de discussions entre historiens. Son plan actuel n'est pas une construction romane. Pourtant une église avait été construite entre le IXe siècle et le XIe siècle dans le style roman. L'étude faite par Jacques Thirion, citée dans la bibliographie, fait remonter les colonnes et les chapiteaux de la nef au XIVe siècle même si le style a pu rappeler une construction romane. Ce n'est pour lui qu'une survivance tardive de celui-ci comme on peut le constater dans de nombreuses églises du comté de Nice ou du Dauphiné comme l’église Saint-Michel-de-Gast de Roquebillière et l’église Saint-Martin de La Tour. La tradition locale affirme que l'église de La Tour a été construite en même temps que celle d'Utelle par le même maître d'œuvre. Il note la date de 1319 sur la dernière colonne nord, mais Luc Thévenon fait remarquer qu'on devrait plutôt lire 1519. Pour les chapiteaux, ce style existe depuis le XIIe siècle mais se retrouve encore dans des églises construites dans la région au XVIe siècle.
Une tradition locale veut que l'église fut en grande partie détruite par le tremblement de terre de 1452. Sa reconstruction aurait été entreprise par le prieur Ciaudo Grimaldi avec une fin des travaux en 1457. Cependant on ne trouve aucune trace d'un tremblement de terre à cette date dans les archives (on note un tremblement de terre en 1493 dans la vallée de la Vésubie). On note un autre tremblement de terre en août 1564 ayant ruiné les églises de La Bollène, Belvédère, de Gordolasque et de Venanson.
L'inspection des éléments architecturaux montre une construction en plusieurs étapes et des reprises d'éléments plus anciens comme le mur occidental du collatéral sud. La porte ouverte dans ce collatéral présente un style pouvant la faire remonter au XIVe siècle.
Les vantaux du portail de l'église sont datés de 1542. Le portail doit être légèrement antérieur, probablement vers 1510. Le grand porche à l'italienne qui le précède couvert d'une voûte à liernes et tiercerons ne doit pas être très postérieur. Le style des chapiteaux, proche de celui de l'église de Sigale ou de Tende, permet de le dater du premier tiers du XVIe siècle.
Les murs gouttereaux sont de faible épaisseur quand on les compare à la portée de 6,90 m des voûtes de la nef centrale. Cela laisse penser que l'église a d'abord été couverte d'une charpente. Les voûtes actuelles ont été réalisées au XVIIe siècle. On reprit alors toutes les parties hautes des murs. Les parties hautes de l'église ont été « baroquisées ». On trouve la date du 11 mai 1651 gravée sur le chevet extérieur qui pourrait correspondre à la fin de ces travaux. De la même période date la décoration de l'église qui rappelle celle de la cathédrale Sainte-Réparate de Nice mais dans un style plus malhabile.
Le campanile, de type roman lombard, est contemporain de l'église.
L'église eut pour prieur Ludovic ou Louis Grimaldi de Bueil, frère d'Honoré Grimaldi, comte de Bueil, et de Jacques Grimaldi, fut élevé par une bulle du 13 mars 1560 à l'évêché de Vence par le pape Pie IV. Il meurt à Nice en février 1607.
La totalité de l'église fait l’objet d’un classement au titre des monuments historiques depuis le 5 décembre 1963.
Les cloches Saint Véran, Sainte Clotilde, 
Sainte Lucie, Virgo Maria sont classées monuments historiques au titre des objets mobiliers.

## Description
L'église est un bâtiment à trois nefs de plan barlong, nef centrale et bas-côtés, et quatre travées, à chevet plat, voûté d'arêtes.

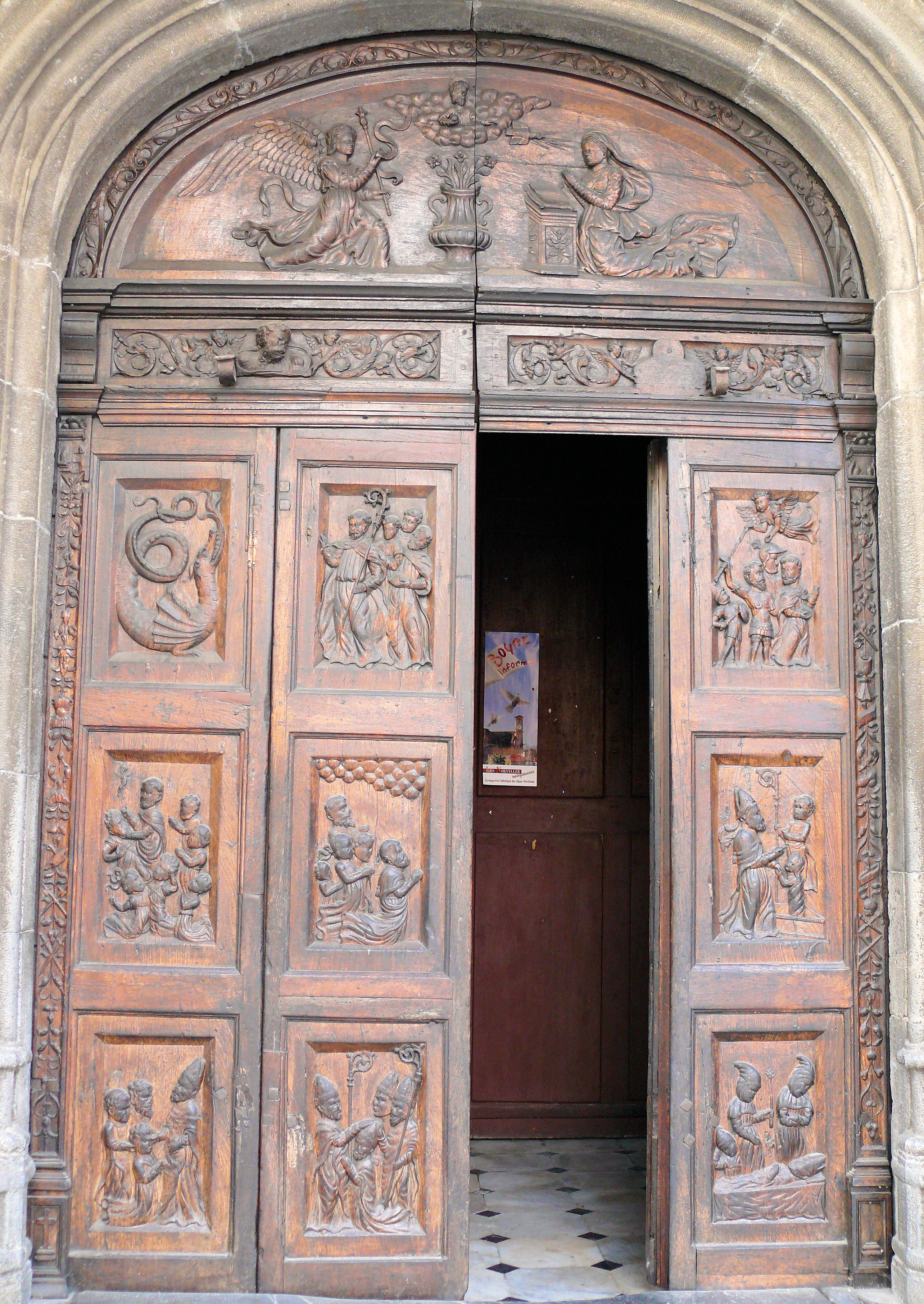
Porte de l'église

On accède à l'église par une porte latérale précédée d'un porche gothique. Les vantaux de la porte, réalisés en 1542, représentent la vie de saint Véran en douze panneaux.
L'église possède un mobilier important :
- Panneau de l'Annonciation, réalisé vers 1540, par un peintre ligure inconnu pour Luc Thévenon. D'autres historiens de l'art rapprochent ce tableau de l'école des Bréa[8]. Il porte le blason de la famille Passeroni d'Utelle
- Retable de Saint-Antoine[9]. Comme le montrent les comptes de la fabrique, ce retable, ainsi que les deux suivants, ont été réalisés en 1771-1772. Ils donnent aussi un nom, maître Caldero, stucatore. Il réapparaît dans les comptes, avec maître Pierre Molinaro, en 1775-1776, pour la réalisation du décor stuqué de la voûte de la sacristie
- Le maître-autel et la chaire du XVII
- Un Christ au Tombeau en bois sculpté du XIIIe siècle placé sous l'autel du collatéral droit
- Statue de saint Véran du XVIIe siècle, enluminé et coiffé d'un turban
- Fonts baptismaux avec pyramide en bois sculpté daté de 1775
- Retable du Rosaire

- Dans le chœur, au-dessus du maître autel : le retable de la Passion[10] en bois sculpté, datant du XVIIe siècle. Il est en bois de noyer et sculpté en bas relief. Il mesure 7,50 m de haut pour 4,80 m de largeur. Il comprend trois étages de panneaux sculptés et se termine par un fronton triangulaire. Sa date de réalisation est inconnue, mais il a dû être réalisé pour la place qu'il occupe depuis la fin de la réalisation de l'église, vers 1651. Sa réalisation met en œuvre des formes antérieures qui n'ont pas l'ampleur du style baroque, mais cela est probablement dû à son exécution par des artistes locaux soumis à de multiples influences.
  - Au-dessous se trouve la prédelle sur laquelle ont été peintes treize scènes représentant des scènes précédant la Passion :
    - entrée du Christ à Jérusalem,
    - la dernière Pâque,
    - le lavement des pieds des disciples,
    - Jésus se rend aux jardin des Oliviers,
    - arrivée de Judas accompagné de soldats,
    - Jésus en prière venant le calice
    - au centre, le tabernacle,
    - Pierre coupant l'oreille de Malchus, serviteur du grand prêtre Caïphe, en défendant Jésus au jardin des Oliviers,
    - arrestation de Jésus,
    - reniement de saint Pierre,
    - Jésus chez Anân qui déchire sa robe,
    - Jésus chez Caïphe,
    - Jésus chez Hérode,
    - Jésus chez Ponce Pilate.

  - Au deuxième étage, trois scènes séparées par quatre colonnes corinthiennes de 3 m de haut :
    - Sur le panneau central, deux personnages en prière entourés d'une foule, sous une arcade, qui sont peut-être les donateurs, mais qu'on a voulu aussi être les représentations de la bonne et de la mauvaise prière.
    - Répartis de part et d'autre, quatre grands panneaux représentant, à gauche et en bas, le Christ à la colonne, au-dessus, le Christ aux outrages, à droite et en bas, le couronnement d'épines, et au-dessus, Pilate se lavant les mains.

  - Au troisième étage, trois scènes en bas relief, 
    - à gauche, le portement de Croix,
    - au centre, la pâmoison de la Vierge,
    - à droite, une mise au tombeau.

  - Dans le fronton triangulaire, les femmes au tombeau avec un ange agenouillé leur annonçant la Résurrection de Jésus, traités en ronde bosse.
  - Au-dessus, le Christ sortant des limbes, entouré de six patriarches.

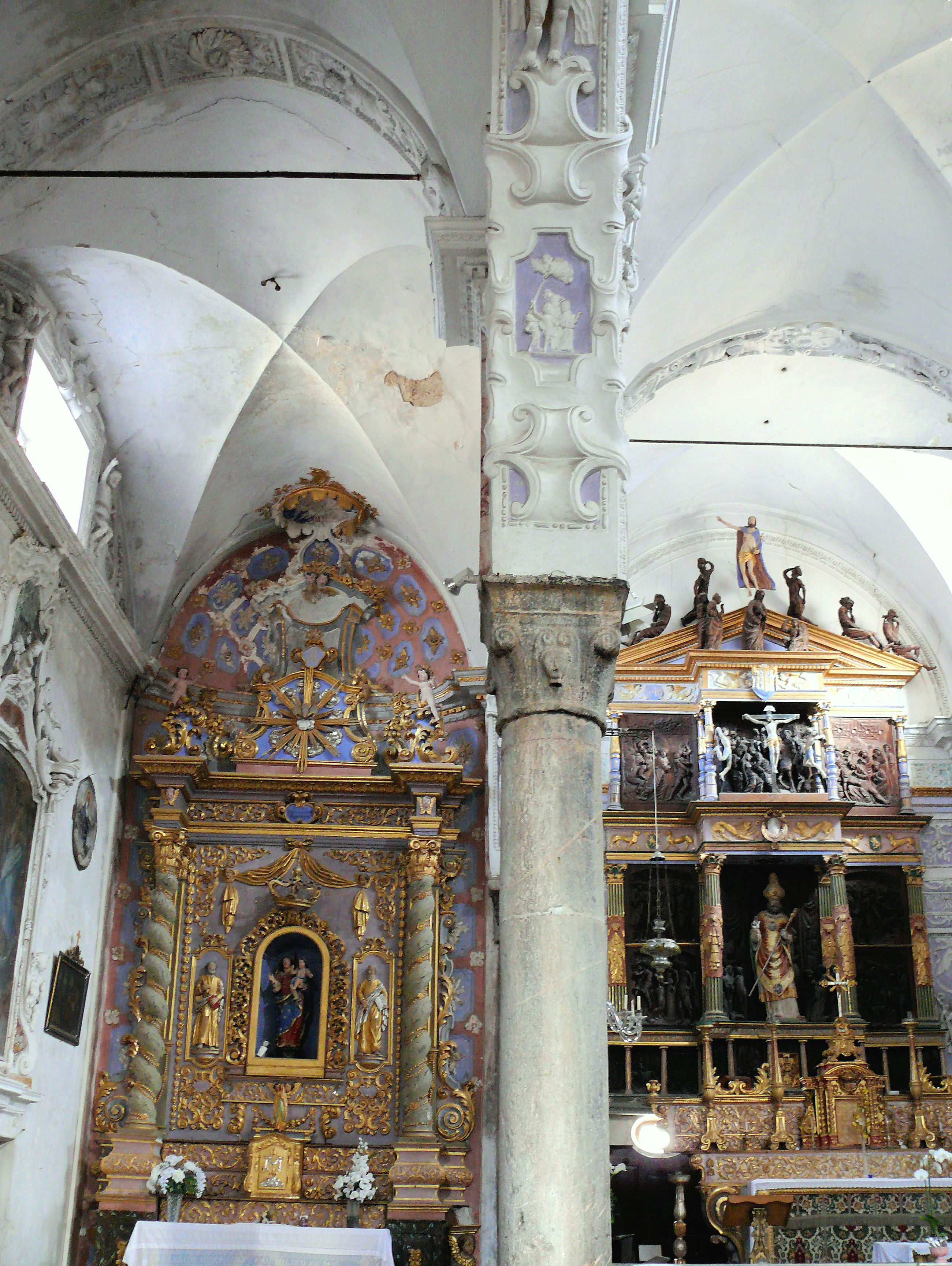
À droite, retable de la Passion, à gauche, retable du collatéral nord
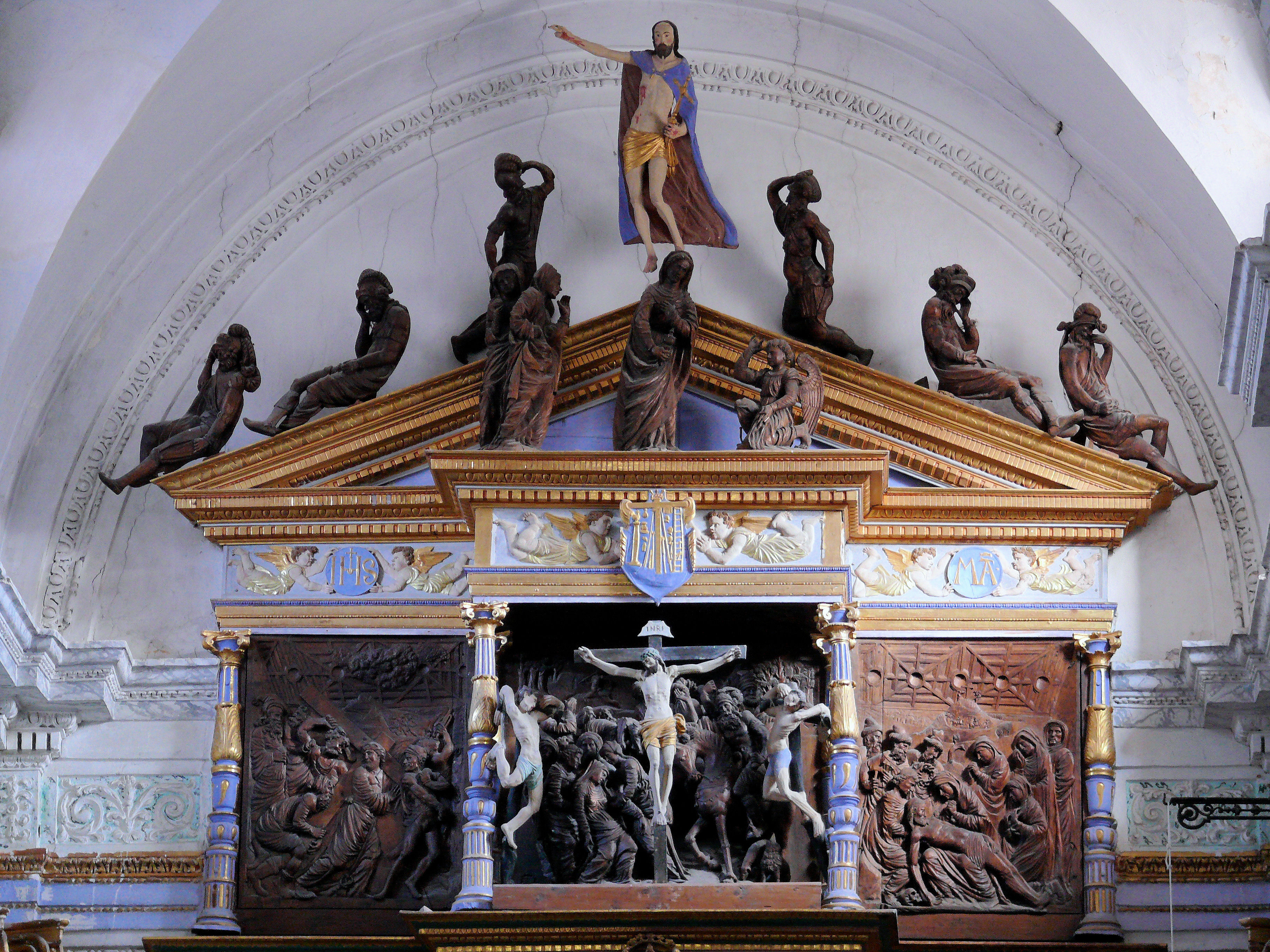
Partie supérieure du retable de la Passion
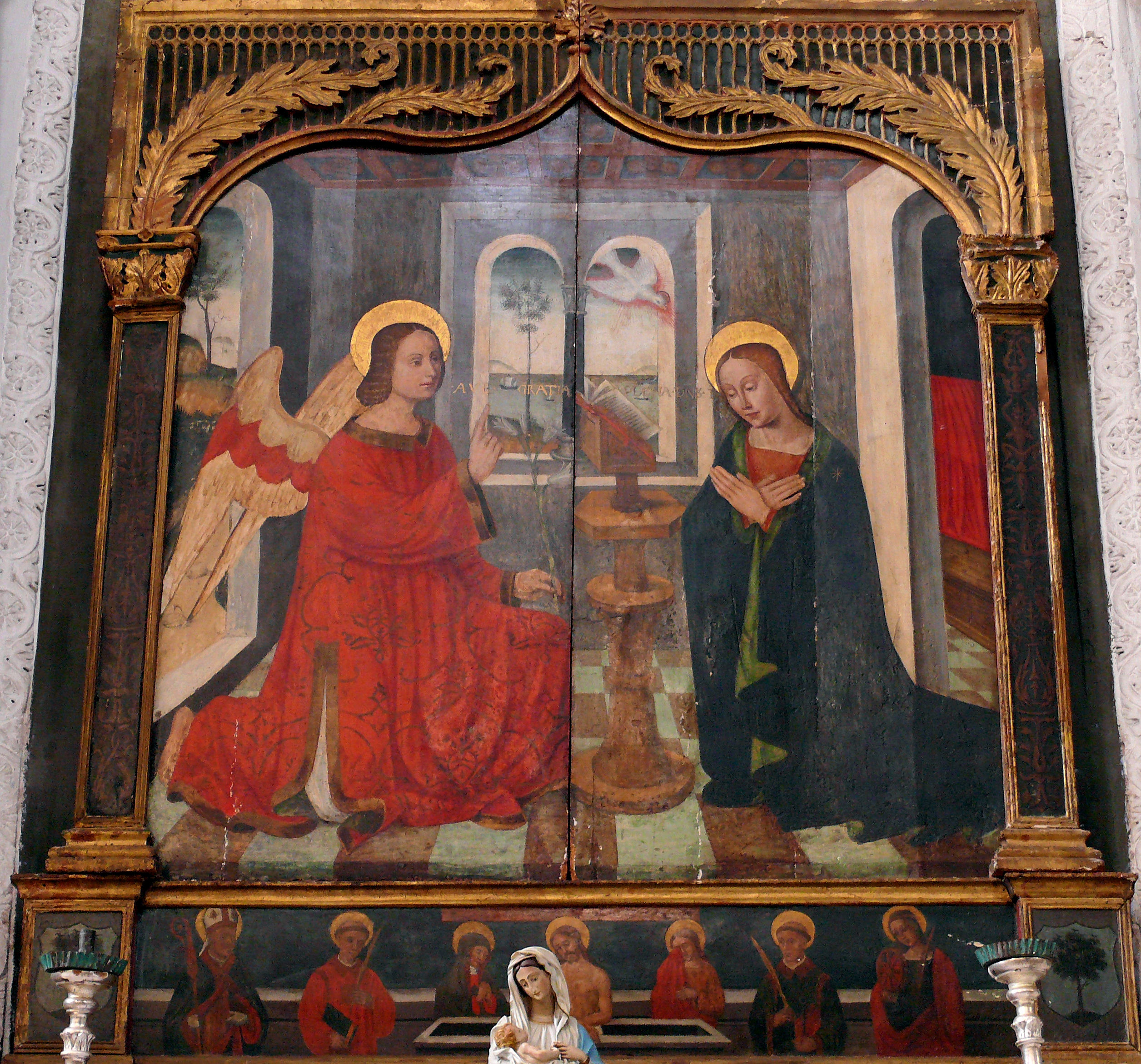
Panneau de l'Annonciation
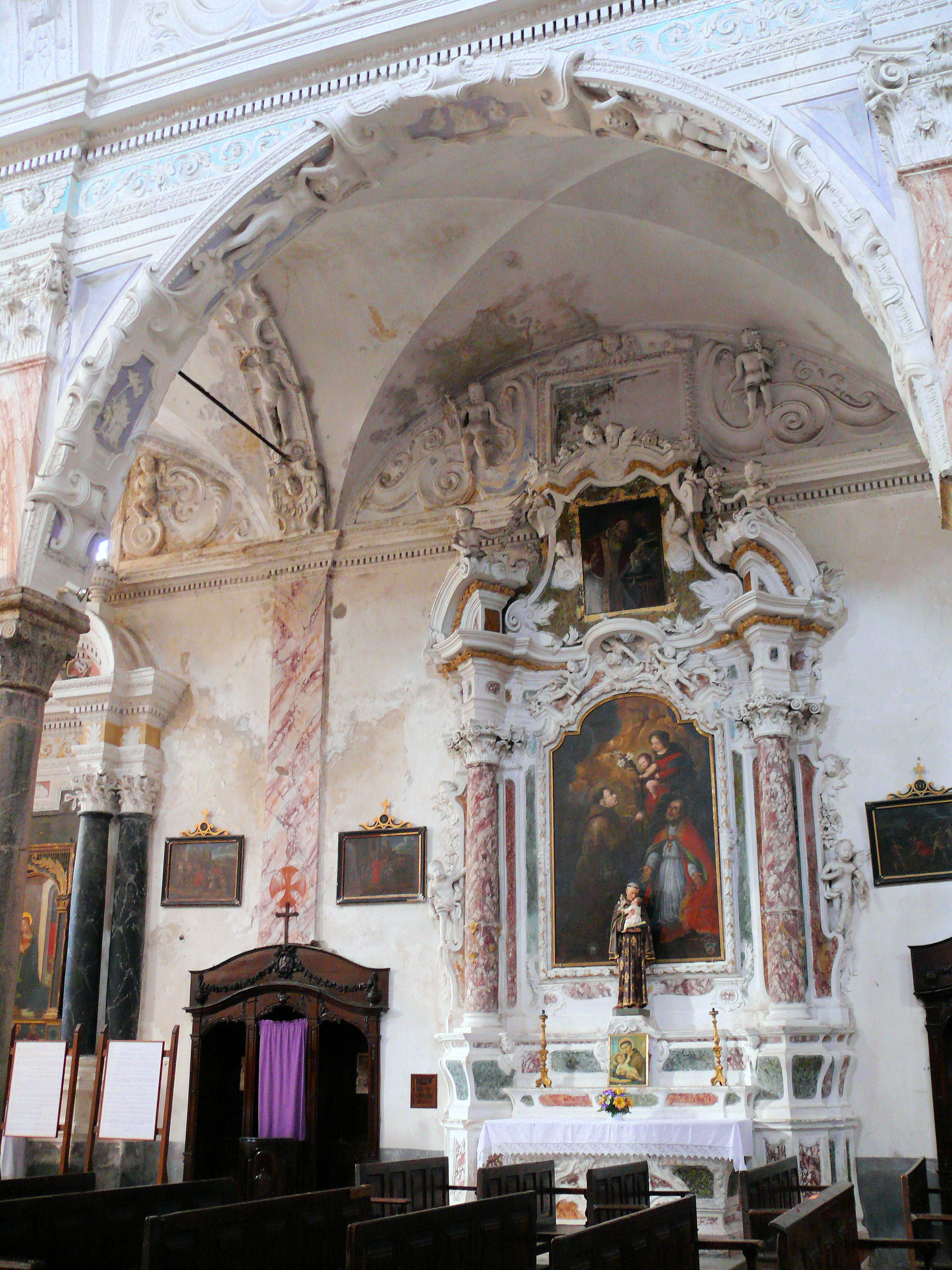
Le retable de saint Antoine dans le collatéral nord
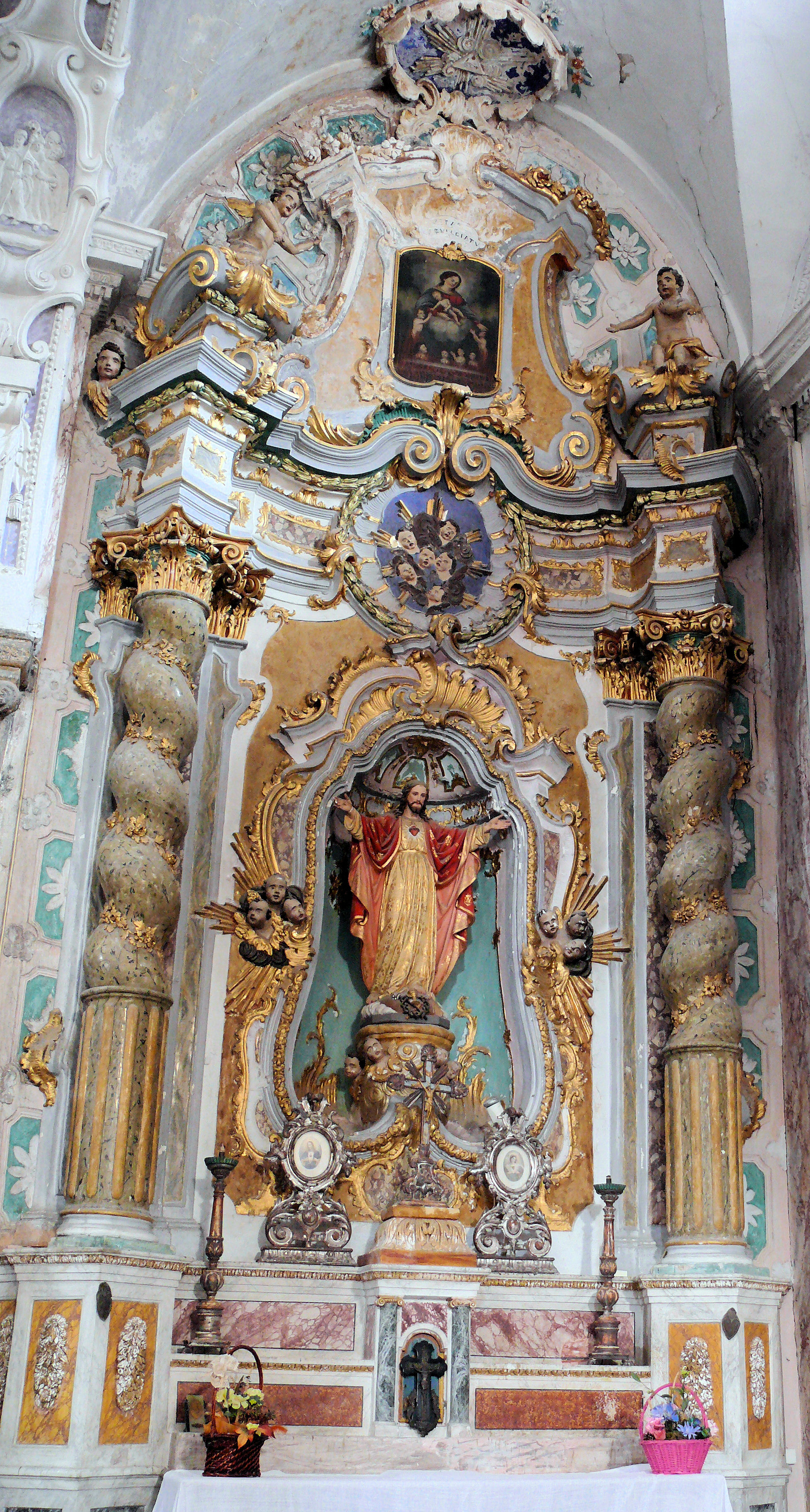
Retable du chevet du collatéral sud
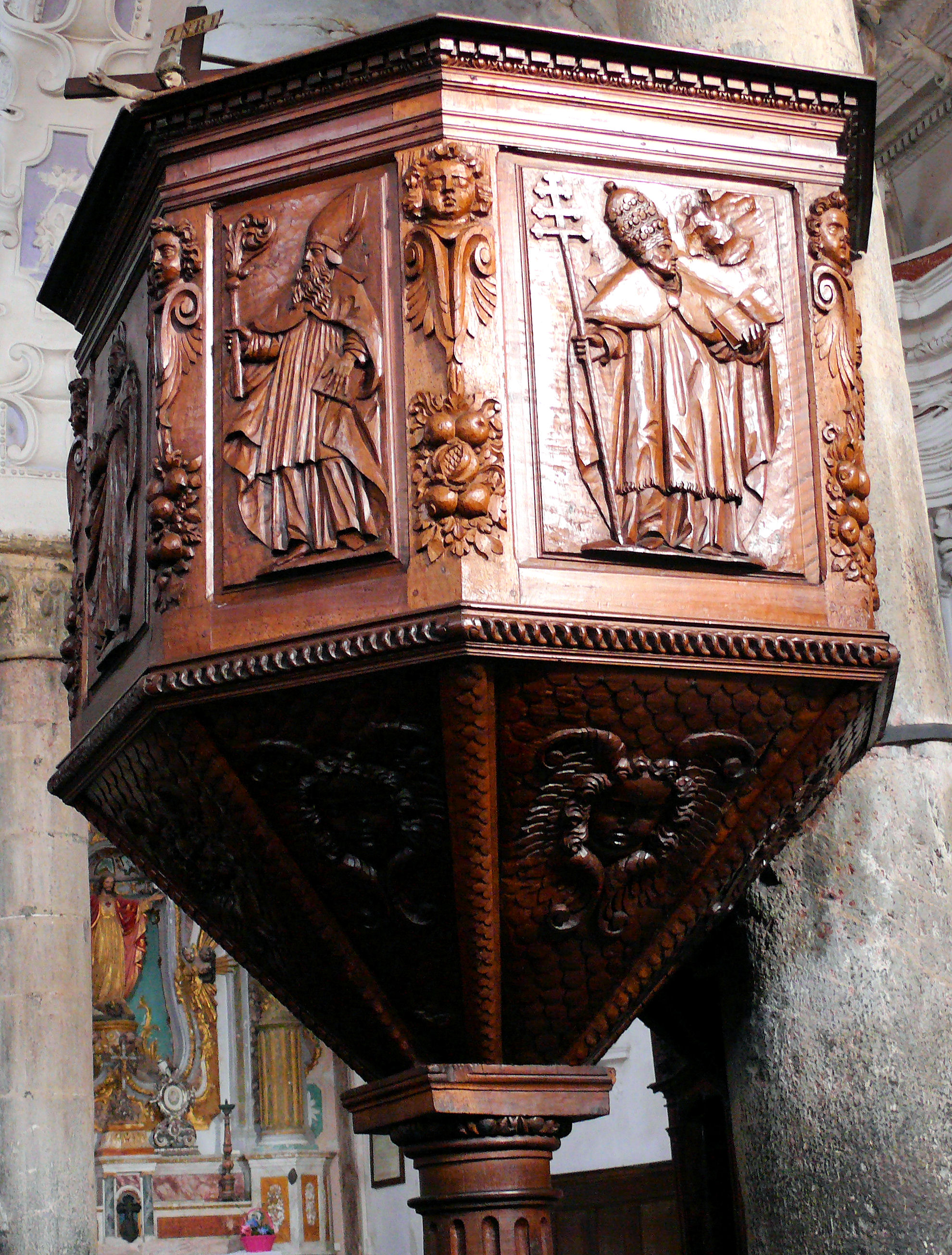
Chaire du XVIIe siècle

Dans le chœur de l'église se trouvent deux toiles en rapport avec la maison de Savoie :
- une toile représentant le bienheureux Amédée IX, duc de Savoie, faisant l'aumône. Il est représenté en grand costume de cour, portant autour du cou le grand collier de l'ordre de l'Annonciade et, sur la poitrine, la croix de l'ordre des Saints-Maurice-et-Lazare. Au-dessus, un ange portant les armes de la maison de Savoie s'apprête à poser une couronne de roses sur sa tête,
- l'autre toile est dédiée à saint Maurice d'Agaune et au Saint-Suaire. Le saint tient l'étendard savoyard et porte la croix de l'ordre des Saints-Maurice-et-Lazare.

Ces deux toiles ont dû être réalisées sous le règne de Victor-Amédée II, à l'extrême fin du XVIIe siècle ou dans les premières années du XVIIIe siècle par un artiste inconnu.